# Rival Schools
Rival Schools ist eine im Jahr 2001 gegründete US-amerikanische Post-Hardcore-Band aus New York City.

## Bandgeschichte
Rival Schools wurde 2001 von Sänger und Gitarrist Walter Schreifels gegründet, der zuvor in Hardcore- bzw. Post-Hardcore-Bands wie Youth of Today, Gorilla Biscuits und Quicksand gespielt hatte. Die weiteren Mitglieder sind der Schlagzeuger Sammy Siegler (u. a. Youth of Today, CIV, Glassjaw), Ian Love (Gitarre) und Cache Tolman (Bass, später bei Institute). Benannt wurde die Gruppe nach einer Computerspielreihe der Firma Capcom.
Das erste Werk der Band, eine 6 Lieder umfassende EP, wurde gemeinsam mit Jonah Matranga eingespielt und über Schreifels eigenes Label Some Records veröffentlicht. Kurze Zeit darauf erschien das Album United by Fate, das auf Grund von vertraglichen Zwängen aus Schreifels Zeit bei Quicksand bei dem Major Label Island Records erschien. Der auf diesem Album enthaltene und als Single veröffentlichte Song Used for Glue wurde nicht zuletzt durch das relativ häufig im Musikfernsehen gespielte zugehörige Video zum bekanntesten Stück der Band.
2002 war die Gruppe unter anderem in Europa auf Tournee, wo sie neben den Beatsteaks Vorband der Band A war. Ian Love stieg im selben Jahr aus, um sich einem anderen Projekt zu widmen; 2003 wurde Rival Schools aufgelöst. Schreifels nannte die geplante Solo-Karriere des Gitarristen Ian Love sowie Streitigkeiten zwischen ihm und anderen Bandmitgliedern als Gründe.
Im Jahr 2008 fanden sich Rival Schools auf Initiative von Walter Schreifels in der Originalbesetzung wieder zusammen. Im März 2011 erschien das zweite Album Pedals. 2013 veröffentlichte die Band im Selbstvertrieb mit Found zehn Jahre alte Aufnahmen, die bis dahin nur als illegaler Leak erhältlich waren, in remasterter Form digital und als LP.

## Diskografie
- 2001: United by Fate (Album, Island Records)
- 2001: Rival Schools United by onelinedrawing (EP, Some Records)
- 2011: Pedals (Album, Atlantic Records)
- 2013: Found (Album, Selbstvertrieb)